# Großkirchheim
Großkirchheim är en kommun i det österrikiska förbundslandet Kärnten. Kommunen är belägen i det nordvästra hörnet av Kärnten 1 024 m ö.h. i Großglocknerregionen. 40% av kommunens yta ligger i nationalparken Hohe Tauern. Kommunens största ort är Döllach där den kommunala förvaltningen finns. 
Redan under romartiden bröts guld i regionen. Ädelmetallbrytningens blomstringstid inföll på 1400- och 1500-talen.
1830 bildades tre kommuner, Döllach, Sagritz och Mitten. De sistnämnda gick samman redan 1856. 1956 sammanslogs Döllach och Sagritz till en kommun, som 1983 bytte namn till Großkirchheim efter slottet i Döllach.
Under 1900-talet utvecklades Großkirchheim till en turistkommun med både sommar- och vinterturism (cirka 60 000 övernattningar). I kommunen har även nationalparksförvaltningen sitt huvudsäte.
Sevärda är kyrkorna i Döllach, Sagritz och Mitteldorf (vallfartskyrka Maria Dornach) och slottet Großkirchheim i Döllach.

## Orter
Kommunen består av 14 orter (Ortschaften) (inom parentes invånarantal 1 januari 2024):

- Allas (37)
- Döllach (452)
- Egg (8)
- Göritz (30)
- Kraß (66)
- Mitteldorf (149)
- Mitten (130)
- Putschall (53)
- Ranach (28)
- Sagritz (173)
- Untersagritz (97)
- Winklsagritz (44)
- Zirknitz (35)
- Am Putzenhof (17)